# Philip Schuyler
Philip John Schuyler, född 20 november 1733 i Albany, New York, död där 18 november 1804, var en amerikansk politiker och general. Han var ledamot av kontinentala kongressen, ledamot av delstaten New Yorks senat och ledamot av USA:s senat från New York.

## Biografi
Han föddes i en förmögen familj av holländskt ursprung. Han var fjärde generationens Schuyler i Nordamerika. Familjen hade ursprungligen varit fattig men lyckats stegvis utöka sitt inflytande och förmögenhet i Nya världen. Han tjänstgjorde i den brittiska armén i Sjuårskrigets nordamerikanska front, French and Indian War. Han gifte sig 1755 med Catherine Van Rensselaer, också hon från en inflytelserik familj. Paret fick elva barn.
Han blev 1775 invald i kontinentala kongressen. I juni samma år utnämndes han till generalmajor i den kontinentala armén. Han förberedde 1777 som general försvaret mot Saratogafälttåget. Han lämnade armén 1779 och var igen ledamot av kontinentala kongressen 1779 och 1780. Han var ledamot av delstaten New Yorks senat 1780-1784, 1786-1790 och 1792-1797. Där förespråkade han godkännandet av USA:s konstitution. Han var ledamot av USA:s senat 1789-1791 och 1797-1798. Han avled 1804 hemma i Albany och hans grav finns på Albany Rural Cemetery i Menands norr om Albany.
Schuyler County, Illinois och Schuyler County, New York fick sina namn efter Philip Schuyler. I Albany restes 1925 skulptören J. Massey Rhinds staty av Schuyler.
Sonen Philip Jeremiah Schuyler var ledamot av USA:s representanthus och dottern Elizabeth Schuyler gifte sig med Alexander Hamilton. Två av Elizabeth och Alexander Hamiltons söner hette Philip. Den äldre av dessa Schuylers dottersöner dödades 1801 i en duell och 1802 döptes paret Hamiltons yngsta barn likaledes till Philip. Även svärsonen Alexander Hamilton dödades 1804 i en duell. Philip Schuylers kusin Hester Schuyler gifte sig med William Colfax som hade tjänstgjort i George Washingtons livvakt. Dessa var vicepresident Schuyler Colfax farföräldrar.